# Poikilocarbo gaimardi
El cormorán gris, lile, pato lile o chuita (Poikilocarbo gaimardi) es una especie de ave suliforme de la familia Phalacrocoracidae que habita las costas desde Perú hasta el sur de Chile, y una pequeña porción de la costa Atlántica de la patagonia argentina.

## Descripción

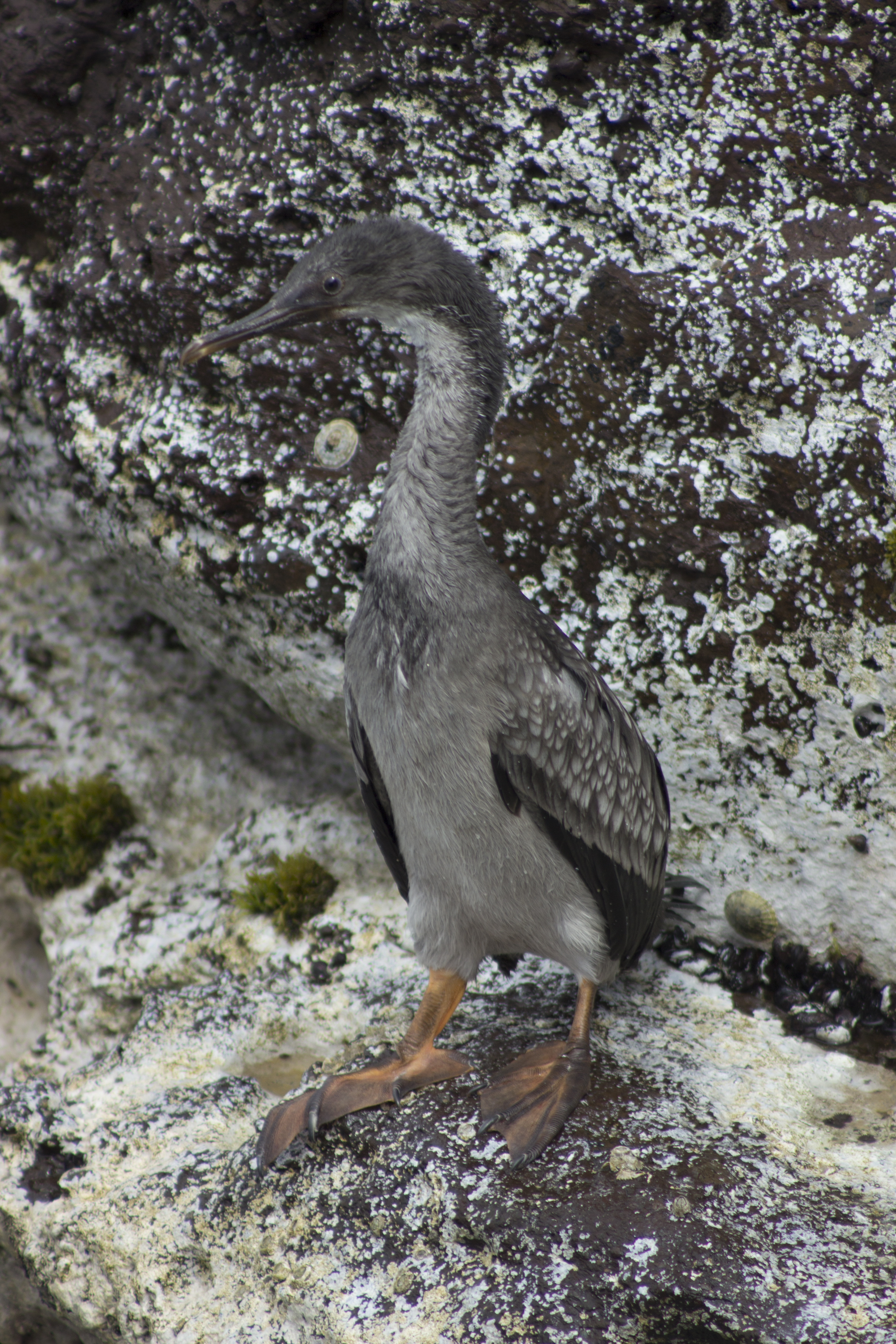
Poikilocarbo gaimardi (juvenil)

Se caracteriza por poseer un plumaje gris plateado, con un sector blanco en la parte posterior del cuello. Presenta además la base del pico y las patas de color rojo intenso, así como pico amarillo. Es de tamaño levemente menor a los demás cormoranes, ya que mide 50 cm.
Esta especie, al igual que el cormorán de cuello negro (Phalacrocorax magellanicus), nidifica en acantilados rocosos de elevada pendiente, tanto en la costa continental como en islas. Generalmente ubica sus nidos a pocos metros de la línea de marea, y los elabora con una mezcla de algas y guano. La formación de las colonias comienza en agosto, poniendo en octubre entre 1 y 3 huevos, que son incubados por el padre y la madre durante 25 días. Luego ambos padres alimentan a los pichones por 40 días, aproximadamente.

## Taxonomía
Los géneros dentro de la familia Phalacrocoracidae siempre han sido han variado, desde diferenciar distintos tipos de géneros, como por ejemplo, Hypoleucus, Stictocarbo, Leucocarbo, Notocarbo hasta ubicarlos dentro de un único género: Phalacrocorax. Estudios recientes utilizando nuevos datos genéticos, dividieron Phalacrocorax en siete géneros, restringiendo Phalacrocorax a un grupo de especies del Viejo Mundo y ubicando los taxones sudamericanos en Nannopterum (para brasilianus y harrisi), Poikilocarbo (para gaimardi) y Leucocarbo (para magellanicus, bougainvillii, atriceps).

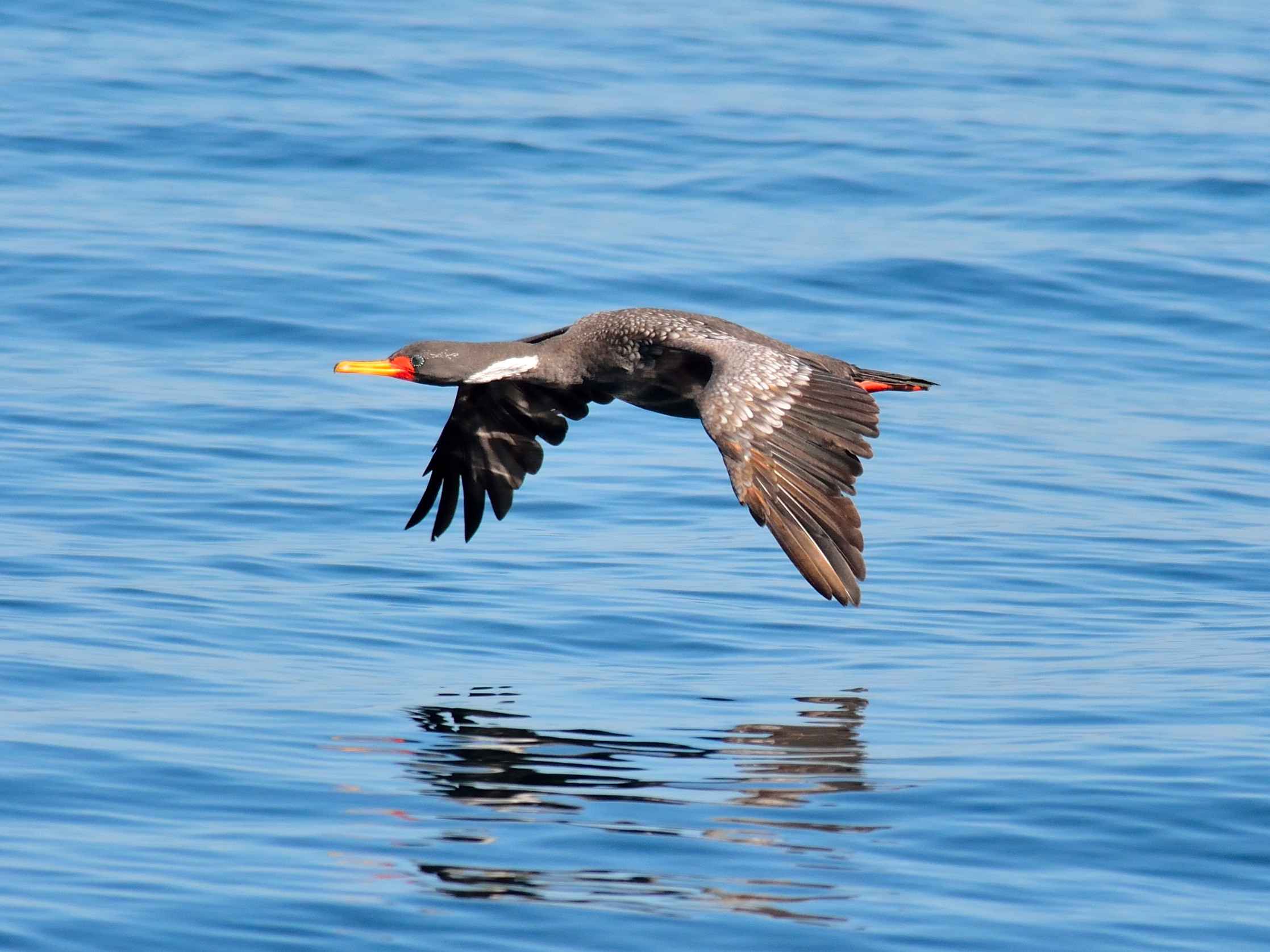
Lile en vuelo, Chiloé, Chile